# Прогресс (Полтавская область)
Прогресс (укр. Прогрес) — село,
Червоноквитовский сельский совет,
Кобелякский район,
Полтавская область,
Украина.
Код КОАТУУ — 5321886606. Население по переписи 2001 года составляло 188 человек, по данным 2021 года 110 человек.

## Географическое положение
Село Прогресс находится на правом берегу реки Кустолово,
выше по течению на расстоянии в 3 км расположено село Великие Солонцы (Новосанжарский район),
ниже по течению на расстоянии в 4 км расположено село Кустоловы Кущи,
на противоположном берегу — село Червоные Квиты.
Река в этом месте пересыхает и сильно заболочена.
К селу примыкает небольшой лесной массив (сосна).

## История
Есть на карте 1869 года как Хутор Козырин